# Cambulo
Cambulo ist eine Kleinstadt und ein Landkreis im Nordosten Angolas.

## Verwaltung

### Der Kreis
Cambulo ist Sitz eines gleichnamigen Kreises (Município) der Provinz Lunda Norte. Der Kreis umfasst eine Fläche 41.607 km² mit etwa 135.072 Einwohnern (hochgerechnete Schätzung 2014). Die Volkszählung 2014 soll fortan gesicherte Bevölkerungsdaten liefern.
Der Kreis Cambulo setzt sich aus vier Gemeinden (Comunas) zusammen:
- Cachimo
- Cambulo
- Canzar
- Luia

### Städtepartnerschaften
- Murça, Portugal[1]